# Хацерим (кибуц)
Хацерим (ивр. חצרים‎) — кибуц, расположенный в 8 км к западу от Беер-Шевы, относящийся к местному совету Бней-Шимон.
Кибуц был основан в Йом-кипур 1946 года с 5 на 6-е октября во время операции «11 населённых пунктов» в пустыне Негев. Имя Хацерим упоминается в Танахе: «Хацерим из пастушьих поселений».
На момент основания кибуца в нём проживало лишь 50 человек, которые были членами Пальмаха, Ха-Цофим и Йелдей-Техеран. В настоящее время численность населения около 1,000, из которых лишь 400 являются членами кибуца.
Кибуц поделён на 13 районов: Джабалия, Ха-Шаар, Авокадо, Манго, Лего Алеф, Лего Бет, Ха-Беер, Ха-Нахаль, Шведия, Норвегия, Дания, Ха-Цаирим, Тикен.
В начале 1950-х годов почвы кибуца были признаны непригодными для сельскохозяйственных работ из-за чрезмерной засоленности. В разрешении кризиса принимали участие видные израильские политики. Леви Эшколь лично приезжал в кибуц. В качестве решения было принято «промывать» почву. Это случай известен под названием «Соляной кризис».

## Современный Хацерим

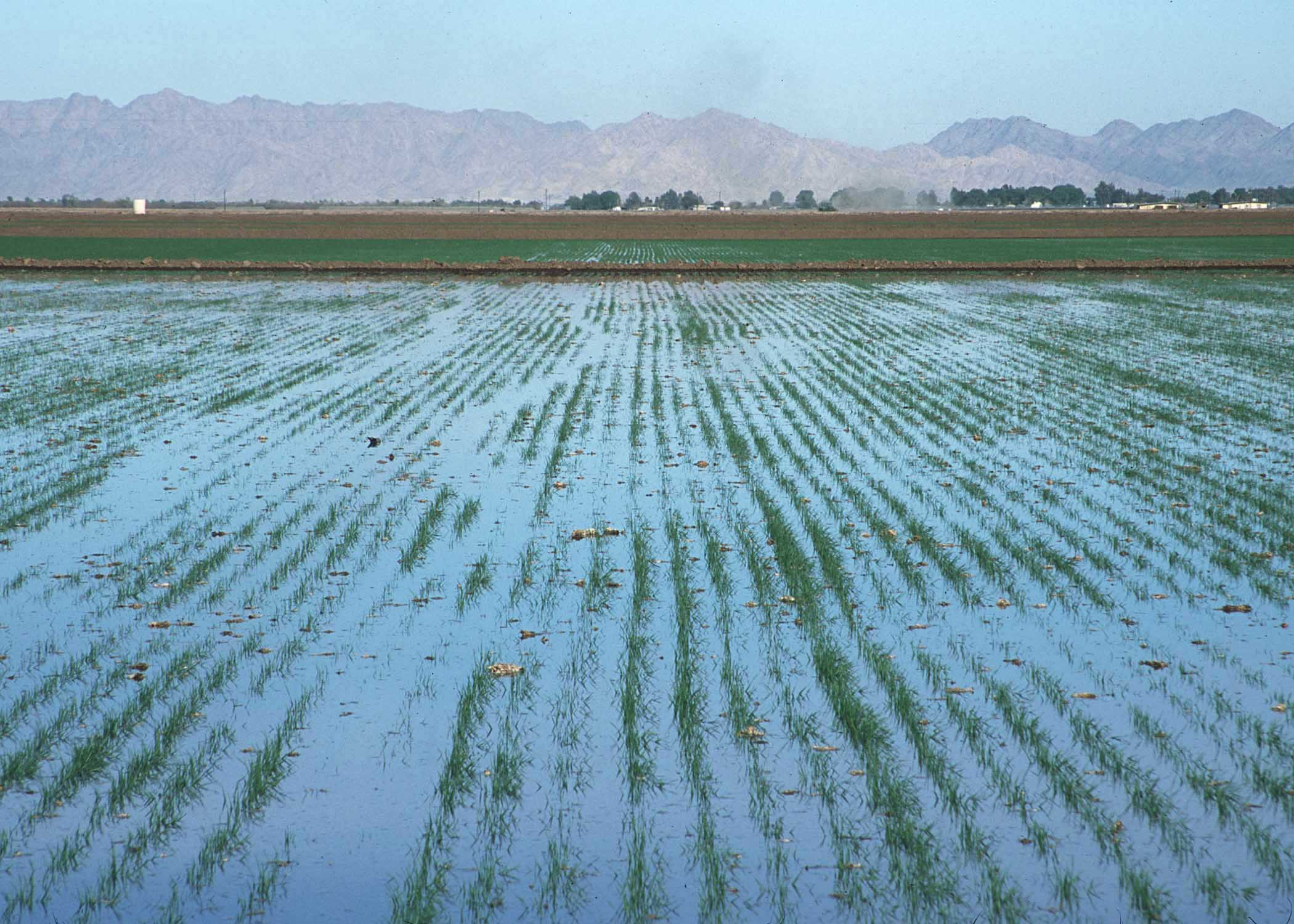

Кибуц был пионером во внедрении капельной поливочной технологии орошения сельскохозяйственных культур, ныне продукция выращенная по этой технологии поставляется во многие страны мира. Кибуц Хацерим считается одним из самых богатых в Израиле. К тому же в кибуце выращивают жожоба.
В кибуце организованы различные программы по изучению иврита (ульпан-кибуц) для новых репатриантов, адаптации в новом обществе и т. д.
Вблизи от кибуца находится одноимённая военная база ВВС Израиля «Хацерим», на которой находится, помимо прочего, музей ВВС Израиля.

## Население
По данным Центрального статистического бюро Израиля, население на начало 2020 года составляло 852 человека.

## Уроженцы Хацерим
- Амос Ядлин, генерал-майор ВВС Израиля, глава Управления военной разведки АМАН (2006—2010).